# Вътрешен конфликт в Перу
Вътрешният конфликт в Перу (на испански: Conflicto armado interno en el Perú) е гражданска война в Перу между перуанското правителство и комунистическите групировки Сендеро Луминосо (Сияйна пътека) и Революционно движение Тупак Амару. Започва през 1980 г. и официално продължава и до днес, макар че де факто свършва през 2000 г. с победа на правителството.
Общият брой на жертвите на конфликта е близо 70 000 души. По-голямата част от тях са обикновени цивилни. И двете воюващи страни често атакуват и убиват граждани, което го прави по-кървав от всички войни в перуанската история след унищожаването на Инкската империя.

## Ситуация преди войната
Не поддържайки политическата си стабилност, Перу е управлявано от авторитарни и демократични правителства. Генерал Хуан Веласко Алварадо установява военна хунта след преврат през 1968 г. и до 1975 г. прокарва лявоориентирана политика. През тази година президент на Перу става Франсиско Бермудес, като следващите избори са насрочени за 1980 г.

## Възход на Сендеро Луминосо
По времето на Веласко и Бермудес, Сендеро Луминосо е създадена като маоистка политическа група с щаб-квартира в Университет „Сан Кристобал де Уаманга“ в регион Аякучо, Перу. Групата е предвождана от Абимаел Гусман, комунист и професор по философия в университета. Гусман е вдъхновен от Културната революция, която той вижда с очите си по време на пътуване до Китай. Членовете на Сендеро Луминосо влизат в улични битки с членове на други организации и рисуват графити, пропагандиращи „въоръжена борба“ срещу перуанското правителство.

## Начало на конфликта
Когато военната диктатура на Перу насрочва избори за първи път от дванайсет години през 1980 г., Сендеро Луминосо е една от малкото леви партии, които отказват да вземат участие в тях, като вместо това се подготвя да започне партизанска война срещу правителството в планините на регион Аякучо. На 17 май 1980 г., в навечерието на президентските избори, те изгарят изборни урни в град Чусчи, регион Аякучо. Това е първото „военно действие“ на Сендеро Луминосо. Въпреки това, извършителите бързо са заловени и изгорените урни са заменени с нови, изборите протичат без други инциденти, а действието получава много малък отзвук в перуанската преса.
Сендро Луминосо решават да водят войната си в стила на Мао Дзедун. Те ще отбележат „партизански области“, в които партизаните им ще действат, ще отблъснат правителствените войски от тези области и ще създадат „свободни области“. После те ще се използват за поддръжка на нови партизански области и така докато цялата страна стане „свободна област“. Сендеро Луминосо също така използва примера на Мао, че партизанската война трябва да се води основно в селските райони и постепенно да преминава към градовете.
На 3 декември 1982 г. Сендеро Луминосо създава своето въоръжено крило, наречено „Народна партизанска войска“.

## Революционно движение Тупак Амару
През 1982 г. Революционно движение Тупак Амару (РДТА, MRTA) започва своя партизанска война срещу перуанското правителство. Движението е формирано от остатъците от Революционното ляво движение и се идентифицира като част от кастроистките движения из Южна Америка. РДТА използва по-традиционни за южноамерианските леви организации в сравнение със Сендеро Луминосо. Например те носят униформи, претендират, че се бият за истинска демокрация и се оплакват от нарушенията на човешките права от правителството, докато Сендеро Луминосо не носят униформи, отхвърлят демокрацията и не зачитат идеята за човешки права.
По време на войната РДТА и Сендеро Луминосо имат открити противопоставяния, но по принцип са съюзници. Те играят малка роля в конфликта, като според Комисията за истина и помирение са отговорни за едва 1,5 % от жертвите. Счита се, че дори в зенита си РДТА не достига повече от няколко хиляди души.

## Намеса на правителството
Постепенно Сендеро Луминосо зачестяват яростните си атаки над Перуанската национална полиция и правителството в Лима не може повече да пренебрегват влошаващата се криза в Андската област. През 1981 г. Фернандо Белаунде Тери обявява извънредно положение и заповядва на Перуанските въоръжени сили да започнат военни действия срещу Сендеро Луминосо. Конституционните права са премахнати за 60 дни в провинциите Уаманга, Уанта, Кангальо, Ла Мар и Виктор Фахардо. По-късно въоръжените сили създават Авариен регион Аякучо, в който военните имат по-голяма власт от гражданите и много от конституционните права са премахнати. Военните правят много нарушения на човешките права в контролираните от тях области, включително и прочутото клане в Акомарка, когато войските избиват незнаен брой селяни. Специален антитерористичен полицейски батальон, трениран в САЩ, на име „синчите“, е известен през 80-те със своите жестокости.

## Ожесточаване на конфликта
Реакцията на Сендеро Луминосо на намесата на перуанската армия в конфликта е не да намали, а да увеличи действията си в селските райони. Селндеро Луминосо атакува полицаите, войниците и цивилните, които те смятат за „класови врагове“. Тези убийства, заедно с неуважението на организацията към културата на индианските селяни, които тя твърди, че представлява, обръща много хора в планинските области срещу нея.
Изправена пред враждебно население, стратегията за партизанска война на Сендеро Луминосо започва да засича. В някои области селяните създават отряди срещу организацията, наречени Рондас Кампесинас. Те са зле въоръжени, макар да получават достъавки на оръжия от военните. Въпеки това, Рондас нападат партизаните от Сендеро Луминосо. Първата известна такава атака е през януари 1983 г. близо до Уата, където няколко Рондас убиват 13 сендеристи. През февруари в Саксамарка те наръгват и убиват командирите на Сендеро Луминосо в областта. През март Рондас брутално убиват Олегарио Куритомай, командир в гр. Лунакамарка. Те го завличат до градския площад, пребиват го с камъни, наръгват го, стрелят по него и накрая го застрелват. Като ответна реакция, през април Сендеро Луминосо навлизат в провинция Уанкасанкос и градовете Янаколпа, Атакара, Лякчуа, Муйлакрус и Лунакамарка и убиват 69 души, много от които деца, едно от които само на шест месеца. Сред убитите са и няколко жени, някои от които бременни. Повечето жертви са обезглавени с мачете, но някои са простреляни отблизо в главата. Това е първото клане на селяни в историята на Сендеро Луминосо. То е последвано от други инцидети, като този в с. Аюльо. В това село сендеристите убиват 47 души, сред които 14 деца от 4 до 15 години.
Сендеро Луминосо извършва още кланета като това в Маркас на 29 август 1985 г.
Както и правителството, Сендеро Луминосто попълва войската с военна повинност. Организацията също така отвлича деца и ги кара да се бият на тяхна страна във войната.

## Мандатът на Алберто Фухимори
По времето на президента Алберто Фухимори държавата започва все по-често да използва разузнаването срещу Сендеро Луминосо. Въпреки това, разузнавателните служби също извършват някои нарушения на човешките права. По-известните от тях са клането в Ла Кантута, клането в Бариос Алтос и клането в Санта, всички извършени от т.нар. „Групо Колина“.
На 5 април 1992 г. Фухимори разформирова парламента и отменя конституцията, което довежда до Перуанската конституционна криза от 1992 г. Причината за тези политически ходове е, че парламентът бавно се справя с терористичната заплаха. Фухимори създава военни съдилища, които да осъждат заподозрени членове на Сендеро Луминосо и РДТА и използва подхода „железен юмрук“. Той обявява, че Перу повече се влияе от Общоамериканския съд по правата на човека.
Когато правителството и Рондас Кампесинас започват да си връщат територии в Андите от Сендеро Луминосо, организацията решава да ускори основния си стратегически план. Тя обявява, че е достигнала „стратегическото равнище“ и е готова да напада перуанските градове. През 1992 г. Сендеро Луминосо поставя мощна бомба в окръг Мирафлорес в Лима. Актът става известен като бомбардирането на Тарата. С него започват бомбардировките на Лима.
На 12 септември 1992 г. перуанската полиция задържа Гусман и още няколко водачи на Сендеро Луминосо в апартамент над танцувално студио в окръг Суркильо, Лима. Полицията е наблюдавала апартамента, тъй като много лица, смятани за сендеристи, са го посещавали. При проучване на боклука са открити празни тубички от крем за кожа срещу псориазис, болест, от която Гусман е болен. Скоро след ареста на Гусман в затвора попада по-голямата част от ръководството на Сендеро Луминосо. Организацията претърпява и обезсърчаващи загуби от формированията за самозащита на селяните и обществената си подкрепа. Започват да се появяват вътрешни формирования. Водач на Сендеро Луминосо става Оскар Рамирес, който е арестуван от властите през 1999 г. След залавянето на Рамирес организацията се разпада, партизанските действия намаляват рязко, а условията в областите ѝ на активност стават същите като преди партизанската война.
Революционното движение Тупак Амару също се разпада след арестите на някои от ключовите му водачи. В края на 1996 г. движението превзема японското посолство в Лима и така започва продължила 126 дни заложническа криза, по време на която РДТА настояват за пускането на техните затворници. Никое от условията не е изпълнено, а кризата свършва след като перуанска армия нахлува в сградата (Операция Чавин де Уантар) и освобождава заложниците. Повечето от участвалите в кризата членове на РДТА загиват при самото нахлуване, а неколцината оцелели са екзекутирани без съд и присъда само часове след операцията.

## Комисия за истина и помирение
Алберто Фухимори е президент до 2000 г., когато парламента го сваля като „морално негоден“ да изпълнява длъжността си. На негово място е сложен депутатът от опозицията Валентин Паниагуа. Отменя решението на Фухимори за излизане от юрисдикцията на Общоамериканския съд по правата на човека и назначава Комисия за истина и помирение за разследване на войната. Комисията пише в последния си доклад от 2003 г., че в резултат на въоръжения конфликт между 1980 и 2000 г. 69 280 души са загинали или се водят изчезнали. Статистически анализ на достъпните данни от Комисията за истина и помирение показва, че Сендеро Луминосо са виновни за смъртта или изчезването на 31 331 души, 46 % от общия брой на жертвите. Хюман Райтс Уоч обобщава доклада така:
| „ | Сендеро Луминосо са виновни за почти половината от жертвите, а за около една трета носи отговорност правителство. Комисията обвинява за някои убийства по-малки партизански групировки или местни патрули. Не е ясен виновникът за останалите смъртни случаи. | “ |

Според последния доклад 75 % от убитите или изчезналите говорят кечуа като майчин език, макар че според преброяването на населението през 1993 г. едва 20 % от перуанците говорят кечуа или друг индиански език като майчин.
Докладът на Комисията за истина и помирение е спорен. Критикуван е от почти всички политически партии, бившите президенти Фухимори, Гарсия и Паниагуа, войската и Католическата църква, които твърдят, че много от членовете на комисията са бивши членове на леви екстремистки организации и докладът грешно нарича Сендеро Луминосо и РДТА „политически партии“, а не терористични организации.

## Войната днес
След ареста на Гусман Сендеро Луминосо губи значителна част от силата си. На 20 май 2002 г. бомба избухва в търговския център „Ел Поло“ в центъра на Лима, близо до американското посолство. Днес организацията не прави терористични актове в Лима, способна е само на спорадични атаки са малък мащаб. Въпреки това, Сендеро Луминосо понякога убива цивилни и полицаи. Например на 9 юни 2003 г. сендеристите атакуват лагер в регион Аякучо и вземат за заложници 68 работници и трима полицаи-охранители от аржентинската компания Техинт. Те са работели по проекта за газов тръбопровод „Камисеа“, който пренася природен газ от регион Куско до Лима. Според източници на Вътрешното министерство на Перу, похитителите поискват сериозен откуп, за да освободят заложниците. Два дена по-късно, след бърза военна намеса, Сендерон Луминосо изоставя заложниците. Според слуховете, компанията е платила откупа.
На 13 октомври 2006 г. Абимаел Гусман е осъден на доживотен затвор за тероризъм.
На 27-ата годишнина от първото нападение на Сендеро Луминосо срещу Перу (27 май 2007 г.) домашно направена бомба, скрита в раница, избухва на пазар в град Хулиака в южната част на страната. Загиват шестима души, ранени са още 48. Заради деня перуанските власти подозират организацията като отговорна за нападението.
През октомври 2008 г. сендеристите нападат конвой с военни и цивилни в провинция Уанкавелика, като демонстрират, че още могат да нападат и причиняват жертви на лесни цели. При нападението загиват 12 войници и от двама до седем цивилни.
Според перуанския министър на отбраната Антеро Флорес-Араос, на 9 април 2009 г. Сендеро Луминосо напада от засада и убива 13 перуански войници в района на реките Апуримак и Ене, регион Аякучо.
Според министъра на отбраната на страната, на 3 септември 2009 г. организацията сваля хеликоптер на Перуанските военновъздушни сили, като убива двама души от екипажа и ранява трети. Хеликоптерът се е опитвал да спаси трима войници, ранени при засада от партизаните, и вероятно е свален от картечница.
Вероятният водач на Сендеро Луминосо днес е известен под името „другарят Артемио“. Вместо да се опитва да разлуши днешната перуанска политическа система, той обещава да продължи нападенията докато правителството не пусне всички затворници от организацията и преговаря за край на войната. Тези си изявления той прави в различни видеа. По-голямата част от перуанското население продължава да не подкрепя Сендеро Луминосо.
През февруари 2012 г. Артемио е тежко ранен и заловен след сблъсък със силите на перуанската армия и полиция в долината Хуалага.